# Kontaktní metamorfóza

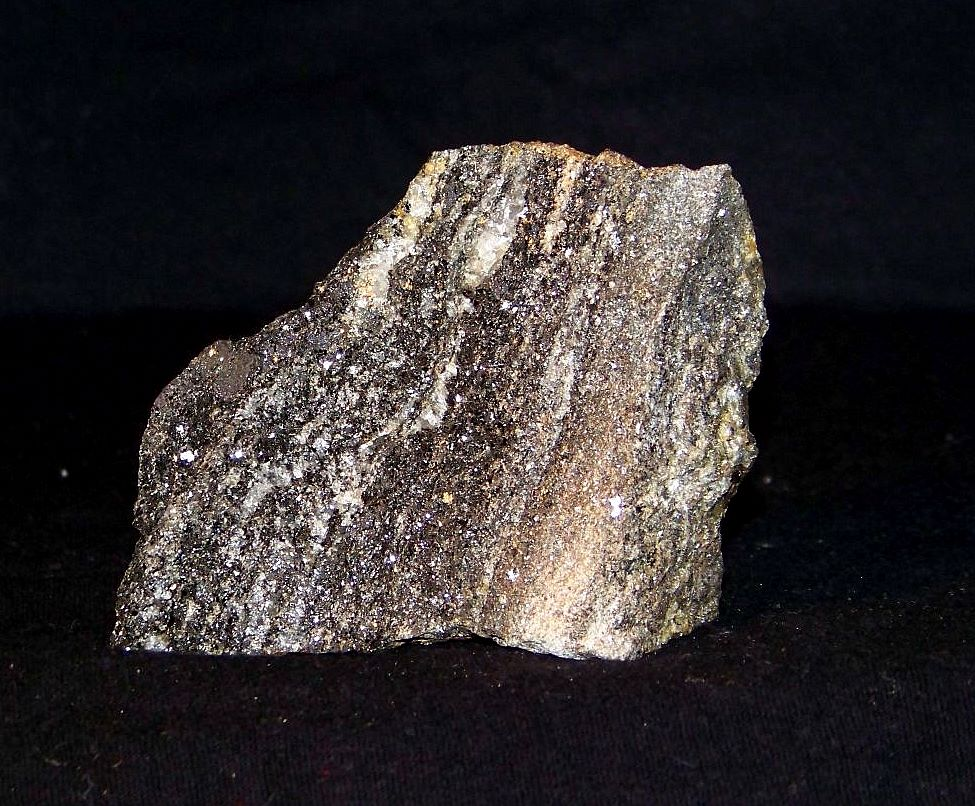
Kontaktní rohovce, které jsou nejčastějšími kontaktně metamorfovanými horninami jsou poměrně nevzhledné. Křemitý rohovec na obrázku z Szklarské Poreby v Polsku

Kontaktní metamorfóza (též termická nebo kaustická metamorfóza) je typ metamorfózy, kde je dominantním faktorem teplota a tlak je přitom nízký. Metamorfní účinek klesá směrem od kontaktu a vytvářejí se metamorfní zóny označované jako kontaktní dvory (nebo kontaktní aureoly). Ke kontaktní metamorfóze běžně dochází na místech styku intruzí s okolními horninami. Velikost kontaktní aureoly závisí na chemickém složení, teplotě a velikosti intruze i jejím tvaru a na viskozitě a obsahu tekutých složek.
Výsledkem kontaktní metamorfózy jsou poměrně jemnozrnné horniny označované jako kontaktní rohovce. V případě, že původní horniny obsahovaly příměs uhličitanů, označují se vzniklé horniny jako erlany. Kromě běžných minerálů jako křemen, živce či epidot obsahují i charakteristické minerály jako například cordierit.

## Činitelé kontaktní metamorfózy
Podstatná není jen samotná teplota intrudujícího materiálu, ale rozdíl teplot mezi ním a okolními horninami. I proto je největší účinek kontaktní metamorfózy možné pozorovat v nejmělčejších, připovrchových částech intruzí, kde je největší rozdíl mezi teplotou intruze a okolních hornin. Gabroidní magma při své intruzi mívá teplotu kolem 1000-1200 °C a na kontaktu vyvine teplotu 700-800 °C. Dioritové magma dosahuje teplot kolem 900 °C a má účinek 600-650 °C. Tonalitové magma mívá oproti dioritovým asi o 100 °C nižší teplotu i účinek. Granitoidní (granitové až granodioritové) magma mívá teplotu asi 700 °C a při kontaktu způsobuje nárůst teplot na 500-550 °C. Metamorfóza tohoto typu většinou postihuje nejsvrchnější části zemské kůry, kde je tlak maximálně do 4 kb. Při takto nízkých tlacích je napětí v kůře poměrně nízké a proto kontaktně metamorfované horniny většinou nemají výraznou metamorfní břidličnatost.
Vliv fluid během kontaktní metamorfózy může být značný. Fluida jsou dobrými vodiči tepla, ovlivňují chemické složení hornin, nejčastěji u uhličitanů.

## Facie kontaktní metamorfózy
V kontaktně metamorfovaných horninách byly pozorovány diagnostické minerály, které naznačují vznik při teplotách od 400-1000 °C a tlaku od 0 do 200, místy až do 400 MPa. Běžně se uvádějí tyto metamorfní facie:
- facie albit-epidotových rohovců (vnější část kontaktního dvora)
- facie amfibolických rohovců (vnitřní nebo střední část kontaktního dvora)
- facie ortoklas-cordieritových (pyroxenických) rohovců (vnitřní část kontaktního dvora)
- facie ortoklas-sanidinových a sanidinových rohovců (nejvyšší teploty, asociované s bazickými horninami)